# Przyszowice (przystanek kolejowy)
Przyszowice – przystanek kolejowy w Przyszowicach, w gminie Gierałtowice, w powiecie gliwickim, w województwie śląskim, w Polsce. Został otwarty w 1888 roku razem z linią kolejową z Gliwic Sośnicy przez Gierałtowice do Orzesza. W dniu 23 czerwca 2000 roku zostały zlikwidowane przewozy pasażerskie na linii Zabrze Makoszowy – Leszczyny. 14 czerwca 2020 wznowiono wakacyjne połączenia weekendowe na trasie Gliwice – Żywiec. Z dniem 9 czerwca 2024 roku przywrócono codzienne przewozy pasażerskie w ramach trasy Gliwice-Rybnik

## Ruch pasażerski
| Rok  | Wymiana pasażerska na dobę |
| ---- | -------------------------- |
| 2017 | –                          |
| 2022 | 0-9                        |